# Estació de Casanova
Casanova és una estació en projecte del tramvia de Barcelona que se situarà a l'Avinguda Diagonal entre les cruïlles del carrers Casanova i Muntaner. Disposarà de doble andana lateral i s'executarà pel projecte d'unió del Trambaix i el Trambesòs per l'Avinguda Diagonal.
Els primers estudis d'un tramvia al llarg de la Diagonal es realitzen el 1997 en el marc de la reintroducció del tramvia a Barcelona. Primer s'executa el tram entre Francesc Macià i el Baix Llobregat, deixant per mes endavant el tram central de l'Avinguda. El 2001 queda recollit el traçat al Pla Director d'Infraestructures que uniria les dues xarxes de tramvies a banda i banda de la Diagonal ja aprovades, el Trambaix i el Trambesòs. L'estudi informatiu s'aprova el 2017 determinant la ubicació de la parada de Casanova i el 2019 l'Ajuntament de Barcelona dona llum verda al projecte de connexió de xarxes tramviaires després d'anys d'oposició.
Els treballs de construcció del tramvia entre Francesc Macià i Glòries, es dividirien en 2 fases, primer entre Glòries i Verdaguer, executat entre el 2022 i el 2024, i posteriorment la secció entre Verdaguer i Francesc Macià.
| Tram de Barcelona               |                |  |        |                  |
| Projectat                       |                |  |        |                  |
| Bon Viatge                      | Francesc Macià |  | Balmes | Gorg             |
| Hospital Sant Joan Despí \| TV3 | Francesc Macià |  | Balmes | Gorg             |
| Quatre Camins                   | Francesc Macià |  | Balmes | Gorg             |
| Bon Viatge                      | Francesc Macià |  | Balmes | Port de Badalona |
| Hospital Sant Joan Despí \| TV3 | Francesc Macià |  | Balmes | Port de Badalona |
| Quatre Camins                   | Francesc Macià |  | Balmes | Port de Badalona |